# Panique au bout du fil
Panique au bout du fil est le sixième album de la série Georges et Louis romanciers par Daniel Goossens. Plutôt qu'une histoire complète, il s'agit d'un recueil de courts récits publiées entre 2004 et 2006 principalement dans le magazine Fluide glacial.
L'album a été édité en 2006. Celui-ci révèle le mot de passe "messie" qui permet d'accéder à un espace secret du site officiel de l'auteur. Ce mot de passe préfigurait l'album suivant de Daniel Goossens : Sacré Comique.

## Récits
L'album comporte onze courtes histoires différentes :
- Panique au bout du fil
- Le secret de Champollion
- Le trésor de Barbe-Rouge
- La forme
- Georges et Louis
- Scandale dans l'univers
- Les aventures de Madame Bovary
- Anniversaire
- On n'est pas des bœufs
- Le club des cinquante dix-huit
- Star Club